# Stephanie Faracy
Stephanie Faracy, född 1 januari 1952 i Brooklyn i New York, är en amerikansk skådespelare. Hon är bland annat känd för att ha haft roller i filmerna Himlen kan vänta, Det våras för arvingarna, Blind Date, Vrålet från vildmarken, Hocus Pocus, Sideways, Flightplan och Mike and Dave Need Wedding Dates. Inom TV så har hon bland annat medverkat i sitcomserien True Colors.